# Liste der Monuments historiques in Rieux (Oise)
Die Liste der Monuments historiques in Rieux (Oise) führt die Monuments historiques in der französischen Gemeinde Rieux auf.

## Liste der Bauwerke
| Bezeichnung     | Beschreibung                  | Standort | Kennzeichnung | Schutzstatus | Datum | Bild           |
| --------------- | ----------------------------- | -------- | ------------- | ------------ | ----- | -------------- |
| Kirche St-Denis | Erbaut im 13./14. Jahrhundert | (Lage)   | PA00114839    | Inscrit      | 1926  | weitere Bilder |

## Liste der Objekte
| Bezeichnung                                  | Beschreibung               | Standort                      | Kennzeichnung | Schutzstatus | Datum | Bild           |
| -------------------------------------------- | -------------------------- | ----------------------------- | ------------- | ------------ | ----- | -------------- |
| Taufbecken                                   | Kalkstein, 12. Jahrhundert | in der Kirche St-Denis (Lage) | PM60001359    | Classé       | 1912  | weitere Bilder |
| Grabplatte für de Villers und Alice de Rieux | Kalkstein, 1390            | in der Kirche St-Denis (Lage) | PM60001360    | Classé       | 1912  |                |
| Glocke                                       | Bronze, 1550 gegossen      | in der Kirche St-Denis (Lage) | PM60001361    | Classé       | 1912  |                |
| Bleiglasfenster Nr. 0: Heiliger Ludwig       | 19. Jahrhundert            | in der Kirche St-Denis (Lage) | PM60003648    | Inscrit      | 1982  |                |